# Ситцевая улица (Санкт-Петербург)
Си́тцевая улица — улица в Приморском районе Санкт-Петербурга. Проходит от Торфяной дороги до Яхтенной улицы. Параллельна улице Оптиков.

## История
Название дано 4 апреля 1988 года и связано с тем, что сюда предполагалось перенести производство расположенной на Васильевском острове фабрики имени Веры Слуцкой. Планы остались на бумаге.

## Пересечения
- Торфяная дорога
- Стародеревенская улица
- Планерная улица
- ЗСД[уточнить]
- Елагинский проспект (фактически отсутствует)
- Яхтенная улица (фактически отсутствует)

## Транспорт
Ближайшие к Ситцевой улице станции метро: «Старая Деревня» 5-й (Фрунзенско-Приморской) и «Беговая» 3-й (Невско-Василеостровской) линии.
У пересечения с Торфяной дорогой расположена остановка «Ситцевая улица» автобусов № 126, 93 и остановка «Торфяная дорога, 21» троллейбусов № 25, 23, 40. У пересечения с Стародеревенской улицей расположена остановка «Ситцевая улица» автобуса № 166. У пересечения с Планерной улицей расположена остановка «Ситцевая улица» автобусов № 134Б, 170.

## Застройка
На участке между Торфяной дорогой и Планерной улицей на нечётной стороне Ситцевой улицы располагаются жилые кварталы.
Остальные участки улицы застроены преимущественно гаражами и другими хозяйственными постройками.